# Willem Pietersz. Buytewech

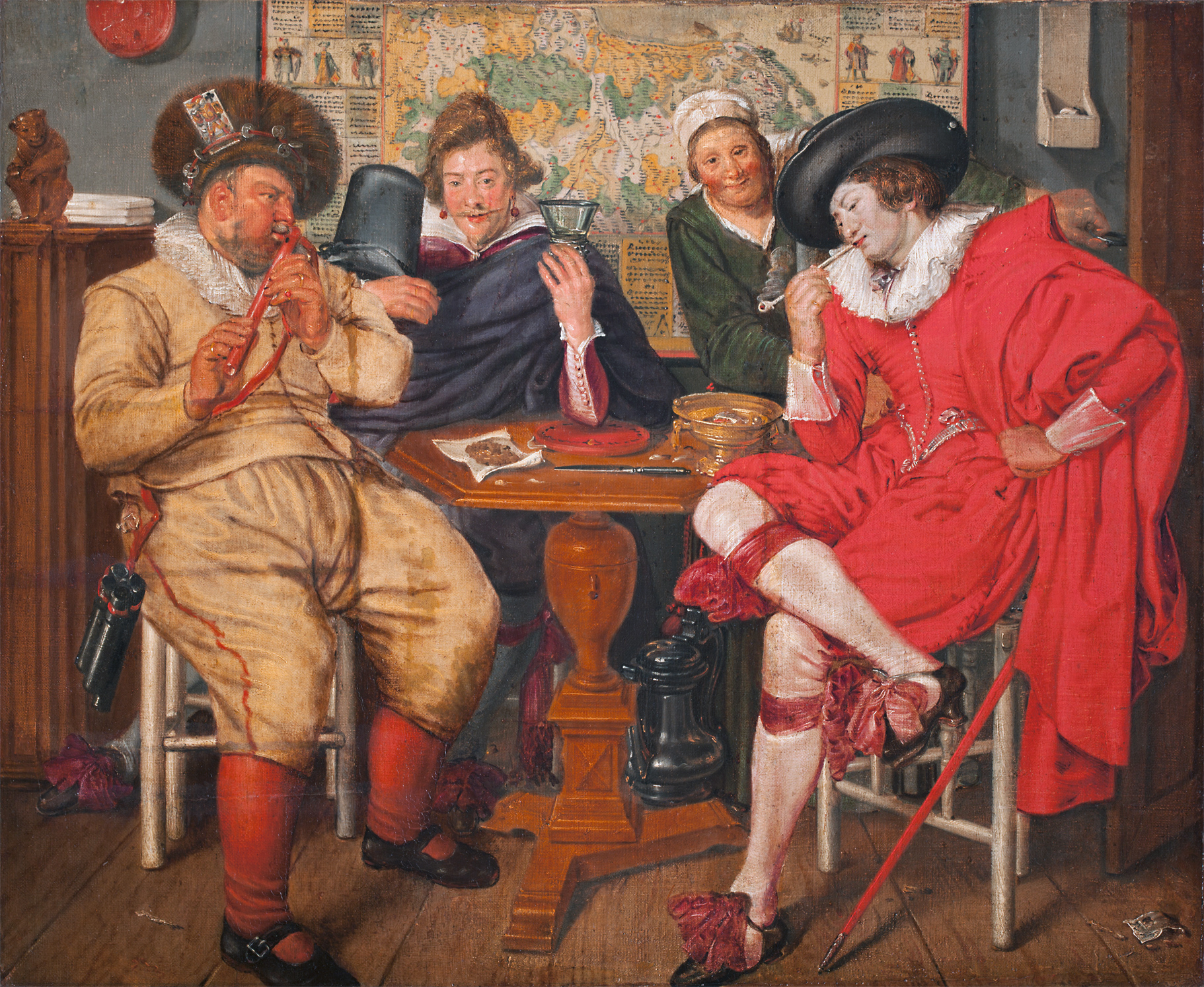
Ett glatt sällskap, oljemålning av Willem Pietersz. Buywech.

Willem Pieterszon Buytewech, född omkring 1590 och död omkring 1626, var en holländsk målare och grafiker.
Buytewech ägnade sig åt genre- och landskapsmåleriet, men hans tavlor är sällsynta. Som raderare har rönt stor uppskattning och ibland ansetts som en av de bästa av den äldre generationen i Holland. Även ett flertal andra kopparstickare har återgett teckningar av Buytewech.